# Guillermo Sautier Casaseca
Guillermo Sautier Casaseca (Santa Cruz de La Palma, 24 de juny de 1910 - Madrid, 14 d'abril de 1980) va ser un escriptor espanyol de guions radiofònics i novel·les entre 1958 i 1978. Va col·laborar en les seves obres principalment amb Luisa Alberca o Rafael Barón. Va rebre un Premi Ondas el 1954 pels seus populars serials, i el 1967 com a millor autor.

## Biografia
Guillermo Sautier Casaseca va néixer el 24 de juny de 1910 a Santa Cruz de La Palma i va estudiar dret a Santander.
Funcionari civil de la Marina, va prestar servei a Guinea i després de la Guerra civil espanyola, malalt d'hepatitis, es va traslladar a Madrid, on durant la convalescència va decidir començar la seva activitat literària.
Es va presentar a un concurs de la Cadena SER titulat Tu carrera es la radio, presentant un guió. Allí va conèixer Luisa Alberca, una altra candidata i futura col·laboradora. Finalment, després de cinc intents, va ser contractat per aquesta emissora per col·laborar en els guions de la radionovel·la Historias en el Retiro (1947).
El 1952, començava a radiar-se Lo que no muere, el seu primer serial escrit en col·laboració amb Luisa Alberca, que donava el tret de sortida per a un gènere extremadament popular i que va marcar la vida quotidiana dels espanyols durant prop de tres dècades, molt influent en la denominada educació sentimental de les generacions marcades per l'ambient repressiu del franquisme i l'escapisme que produïa aquest tipus de cultura popular. Quan va ser publicada com a novel·la va vendre 200.000 exemplars en pocs dies. Va ésser, a més, estrenada en teatre el 7 d'agost de 1953 en el Romea de Barcelona, i en cinema el 1955 com Lo que nunca muere dirigida per Julio Salvador, interpretada per Conrado San Martín i Vira Silent.
El 1959, es va estrenar el serial Ama Rosa, el seu major èxit en col·laboració amb Rafael Barón, que amb la veu de Juana Ginzo, es va convertir en un autèntic fenomen sociològic en el seu moment. A més de convertida en novel·la i obra de teatre, es va portar al cinema en 1960, dirigida per León Klimovsky i protagonitzada per Imperio Argentina.
Especialment recordat pels més de 1200 guions que va escriure per a serials radiofònics en l'Espanya dels anys cinquanta als setanta, va ser autor a més de 72 novel·les. Autor igualment de teatre, a vegades, ell mateix es va ocupar de la corresponent adaptació als escenaris o al cinema de guions radiofònics (com el cas de Lo que nunca muere i Ama Rosa). La seva obra era plena de personatges desgraciats, infortunis, grans passions i amors estripats, que van captivar a tota una generació d'espanyols.
Sautier va morir a causa de la seva afecció hepàtica el 14 d'abril de 1980 a Madrid.

### Novel·les en col·laboració amb Luisa Alberca
- Lo que nunca somos	(1952)
- La sangre es roja	(1953)
- Lo que no muere	(1953)
- Se abren las nubes	(1953)
- Un arrabal junto al cielo	(1953)
- La casa del odio	(1954)
- La última dicha	(1954)
- Llamas de redención	(1954)
- Y doblaron las campanas	(1954)
- …Y creó la nada	(1955)
- La muerte está al aparato	(1955)
- La segunda esposa	(1955)
- En nombre del hijo…	(1957)
- La dama de verde	(1958)
- Historia de un amor	(1964)
- Historia de un hombre	(1964)
- Historia de una mujer	(1964)
- Los que morimos	(1968)
- Extraño poder	(1969)

### Novel·les en col·laboració amb Rafael Barón
- La oración de Bernadette	(1958)
- Ama Rosa	(1959)
- La verdad escondida	(1960)
- Las dos hermanas	(1961)
- Un tren llamado esperanza	(1962)
- Sangre negra	(1963)
- La intrusa	(1964)
- El cielo está en el bajo	(1965)
- La orquídea	(1965)
- Amarga oscuridad	(1966)
- La impostora	(1966)
- Chantaje	(1967)
- El otro amor	(1967)
- La mirada	(1967)
- La última traición	(1967)

### Novel·les en solitari
- El derecho de los hijos	(1966)
- El profesor particular	(1967)
- El pecado de la mujer	(1968)
- Los parientes pobres	(1970)
- Yo soy aquel	(1971)
- La fugitiva	(1972)
- La pantera negra	(1972)
- La rival	(1973)
- Un grito al cielo	(1973)
- Un hombre llamado Juan…	(1974)
- La cara del diablo	(1975)
- Eva... nada más	(1978)